# Sainte-Tréphine
 Sainte-Tréphine  (en bretón Sant-Trifin) es una población y comuna francesa, situada en la región de Bretaña, departamento de Côtes-d'Armor, en el distrito de Guingamp y cantón de Saint-Nicolas-du-Pélem.

## Demografía
| 404 | 364 | 334 | 301 | 223 | 214 |
| Para los censos de 1962 a 1999 la población legal corresponde a la población sin duplicidades (Fuente: INSEE [Consultar]) |     |     |     |     |     |

## Personalidades ligadas a la comuna
- Yann-Fañch Kemener, cantante bretón.